# 프린세스토르타
프린세스토르타(스웨덴어: prinsesstårta→공주 케이크)는 스웨덴의 토르테이다.

## 같이 보기
- 개구리 케이크